# Zlaté piesky

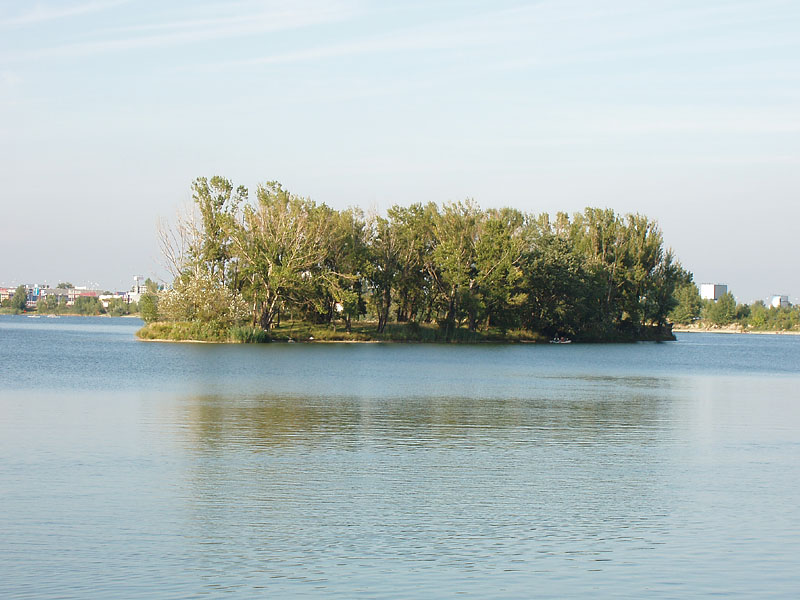
Blick auf die Insel

Zlaté piesky (wörtlich „Goldene Sande“) ist ein See und Naherholungsgebiet in der slowakischen Hauptstadt Bratislava. Er befindet sich im Nordosten Bratislavas im Stadtteil Ružinov.
Der See ist 54 Hektar groß und max. 11 Meter tief, mit einer kleinen Insel in der Mitte. Am Nordufer befinden sich ein 400 Meter langer und 30 Meter breiter Strand mit Unterkunft- und Sportmöglichkeiten, ein großer Campingplatz namens Intercamp und mehrere Restaurants. Der See und seine Umgebung ist die größte Freizeit- und Sportregion in Bratislava. Im Sommer finden oft verschiedene Konzerte oder Sportveranstaltungen statt.
Besucher können hier verschiedene Sportarten ausüben, wie Schwimmen, Rudern, Volleyball, Streetball, Minigolf, Tennis und andere.
1976 stürzte eine Il-18 der ČSA beim Durchstarten im nahe gelegenen Flughafen Bratislava in den See. 76 von 79 Menschen kamen dabei ums Leben.